# Millettia micans
Millettia micans är en ärtväxtart som beskrevs av Paul Hermann Wilhelm Taubert. Millettia micans ingår i släktet Millettia och familjen ärtväxter. IUCN kategoriserar arten globalt som sårbar. Inga underarter finns listade i Catalogue of Life.